# Kriminalvårdens utbildningsorganisation
KRUT är förkortning för Kriminalvårdens utbildningsorganisation, vilken är en del av kriminalvården och som ansvarar för utbildning och kompetensutveckling av kriminalvårdens personal. Kriminalvårdens Utbildningsorganisation finns i följande städer; Göteborg, Stockholm, Malmö, Norrköping samt Örebro.